# Алекнагик (аэропорт)
Аэропорт Алекнагик (англ. Aleknagik (New) Airport), (ИАТА: WKK, FAA LID: 5A8), также известный как Новый аэропорт Алекнагик — государственный гражданский аэропорт, расположенный в двух километрах к востоку от центрального делового района города Алекнагик (Аляска), США.

## Операционная деятельность
Аэропорт Алекнагик расположен на высоте 66 метров над уровнем моря и эксплуатирует одну взлётно-посадочную полосу:
- 15/33 размерами 631 х 18 метров с гравийным покрытием.

## Авиакомпании и пункты назначения
В настоящее время аэропорт не обслуживает регулярные рейсы коммерческой авиации.